# Deutscher Spendenrat
Der Deutsche Spendenrat ist ein eingetragener gemeinnütziger Verein und versteht sich als Dachverband Spenden sammelnder gemeinnütziger Organisationen in Deutschland. Ihm gehören private und kirchliche Vereinigungen aus den Tätigkeitsbereichen der humanitären Hilfe sowie des Tier-, Arten- und Naturschutzes an.

## Tätigkeit
Der Verein sieht es als seine Aufgaben an, sowohl die Spendenbereitschaft in der Bevölkerung zu fördern als auch gegen unlautere Methoden der Spendenwerbung vorzugehen. Er betrachtet sich dabei als Instrument der freiwilligen Selbstkontrolle.
Er setzt sich für die Stärkung von Transparenz und für bessere gesetzliche Rahmenbedingungen im deutschen Spendenwesen ein. Dazu gehören u. a. auch die Entbürokratisierung und Vereinfachung des Gemeinnützigkeitsrechts und die Schaffung einheitlicher, klarer, verständlicher Rechnungslegungs- und Nachweispflichten für gemeinnützige Organisationen. Mit Unterstützung und in Zusammenarbeit mit den anderen Trägern im Bündnis für Gemeinnützigkeit ist z. B. das Gesetz zur Stärkung des Ehrenamtes (Ehrenamtsstärkungsgesetz) 2013 in Kraft getreten.
Die Mitgliedsorganisationen müssen sich in einer Selbstverpflichtungserklärung zur Einhaltung von über die Einhaltung geltenden Rechts hinausgehenden Mindeststandards verpflichten. Die Nichteinhaltung dieser Standards kann mit Sanktionen von Missbilligung und Rüge bis hin zum Ausschluss der Mitgliedsorganisation geahndet werden, dies wird jedoch nur nach Beschwerden geprüft.
Jährlich gibt die Organisation einen Bericht über Spendenaktivitäten heraus.

## Geschichte
Der Verein wurde 1993 in Frankfurt am Main gegründet. Er sieht den Deutschen Presserat und den Deutschen Werberat als seine Vorbilder an.
In der Folge traten ihm unter anderem der Deutsche Tierschutzbund, die deutsche Heilsarmee, World Vision Deutschland, Kirche in Not Deutschland, der Bundesverband Selbsthilfe Körperbehinderter, der Bund gegen Missbrauch der Tiere, die Deutsche Lebens-Rettungs-Gesellschaft, der Bundesverband Tierschutz, die von Bodelschwinghschen Stiftungen Bethel und die Vereinigung Geschenke der Hoffnung bei.
Im Jahr 2008 schloss der Verband die Deutsche Kinderhilfe aus, nachdem diese wegen ihres internen Umgangs mit Spenden kritisiert worden war und daraufhin Abmahnungen gegen einen großen Teil der übrigen Mitgliedsorganisationen versendet hatte.
Für 2013 gab der Verein ein Spendenaufkommen von 4,7 Milliarden Euro bekannt.
Der Verein hielt eine Beteiligung an der von Thomas Kreuzer geleiteten Deutschen Fundraising Akademie gGmbH. Dabei handelt es sich um die erste private Bildungseinrichtung in Deutschland, die sich ausschließlich dem Fundraising verschrieben hat. 2015 trat der Verein seinen Anteil an den Deutschen Fundraising Verband ab.
Seit 2016 bietet der Deutsche Spendenrat mit Förderung des Bundesministeriums für Familie, Senioren, Frauen und Jugend mit dem Projekt „Transparenz-leicht-gemacht“ ein Serviceangebot für gemeinnützige Organisationen an.
Seit 2017 verleiht der Deutsche Spendenrat das Spendenzertifikat an seine Mitgliedsorganisationen, bei dessen Prüfverfahren externe Wirtschaftsprüfer die Qualitätskontrolle übernehmen.
Ende 2018 waren insgesamt 65 Organisationen Mitglied des Deutschen Spendenrats.

## Organisationsstruktur
Der Deutsche Spendenrat teilt sich in die folgenden Gremienstrukturen auf:
- Mitgliederversammlung,
- Vorstand,
- Geschäftsführung,
- Schiedsausschuss,
- Wirtschaftsprüferausschuss.[18]

### Mitgliederaufnahme
Mitglieder des Deutschen Spendenrates können nur spendensammelnde und im Sinne der Abgabenordnung gemeinnützige juristische Personen mit Sitz in der Bundesrepublik Deutschland sein. Die Mitgliedsorganisationen verpflichten sich, keine sittenwidrige Werbung einzusetzen und hohe Qualitätsstandards einzuhalten. Unter anderem sind Strukturen, Tätigkeiten und Finanzen im Rahmen eines Jahresberichts jährlich und transparent offenzulegen.

## Spendenzertifikat
Das Spendenzertifikat des Vereins ist das einzige Prüfverfahren in Deutschland, bei dem externe Wirtschaftsprüfer die Qualitätskontrolle bei der Erlangung des Zertifikates übernehmen.
Dabei wird eine zweckgerichtete, wirtschaftliche und sparsame Mittelverwendung der Spenden- und Fördermittelgelder sowie die Einhaltung der Grundsätze des Deutschen Spendenrats überprüft. Nur Mitglieder des Deutschen Spendenrats können es erhalten. Sämtliche Mitglieder werden über einen Zeitraum von drei Jahren sukzessive geprüft. Das Zertifikat belegt, dass die gemeinnützigen Mitgliedsorganisationen mit den ihnen anvertrauten Geldern verantwortungsvoll und transparent umgehen. Es wurde 2017 das erste Mal an Mitgliedsorganisationen des Deutschen Spendenrats übergeben.
Prüfungsgrundlage zur Verleihung des Zertifikats sind die Grundsätze des Deutschen Spendenrats. Dazu gehören
- das Vorhandensein eines klaren, aussagekräftigen, vollständigen und von einem Rechnungsprüfer geprüften Finanzberichts, in der Regel ein Jahresabschluss,
- ein aussagekräftiger Projekt- und Tätigkeitsbericht,
- Veröffentlichung von Werbe- und Verwaltungskosten,
- das Vorhandensein interner Leitungs- und Kontrollmechanismen sowie
- die Transparenz gegenüber der Öffentlichkeit.[26]

Die Kriterien werden anhand von Unterlagen geprüft, welche von den Organisationen zur Verfügung gestellt werden müssen:
- ein vorhandener aktueller Freistellungsbescheid über die Gemeinnützigkeit der Organisation
- ein vom jeweiligen internen Kassenprüfer/StB/WP bestätigter ausgefüllter Fragebogen,
- die Veröffentlichung der sog. Mehr-Sparten-Rechnung des DSR (analog HGB)
- der aktuelle Jahres- und Finanzbericht.[27]

Wenn die Voraussetzungen für das Spendenzertifikat nicht mehr vorliegen, kann dies aberkannt werden.

## Spendenverhalten in Deutschland
Seit 2005 beauftragt der Deutsche Spendenrat die GfK SE kontinuierlich das Spendenverhalten und -aufkommen in Deutschland zu erfassen. Die Ergebnisse werden zweimal jährlich in „Trends und Prognosen“ und der „Bilanz des Helfens“ veröffentlicht. Die „Bilanz des Helfens“ ist ein Teilergebnis der Studie GfK CharityScope, die auf kontinuierlichen schriftlichen Erhebungen bei einer repräsentativen Stichprobe von 10.000 Panelteilnehmern basiert. GfK CharityScope ermittelt fortlaufend Daten zum Spendenverhalten von privaten Verbrauchern in Deutschland. Unter anderem werden Spendenvolumen, Spendenhöhe und bevorzugte Tätigkeitsbereiche abgefragt. Als Spende zählen die von deutschen Privatpersonen freiwillig getätigten Geldspenden an gemeinnützige Organisationen, Hilfs- sowie Wohltätigkeitsorganisationen und Kirchen.
Die Ergebnisse der Erhebungen werden regelmäßig in der aktuellen Tagespresse aufgegriffen.

## Kritik
2010 kritisierte die Stiftung Warentest, dass Mitgliedsorganisationen des Spendenrats gegen Regeln wie etwa die Selbstverpflichtung, auf Anfrage Spendenberichte zu versenden, verstießen. 2016 revidierte die Stiftung Warentest dann ihre Auffassung und bezeichnete eine Mitgliedschaft im Spendenrat als positiv und als ein Zeichen, an dem man seriöse spendensammelnde Organisationen erkennen könne.
Insbesondere der Skandal rund um UNICEF Deutschland im Jahr 2010 führte beim Deutschen Spendenrat, wie auch bei anderen Dachorganisationen der Spendenbranche, zu neuen Transparenz-Richtlinien.